# Michael Walzer

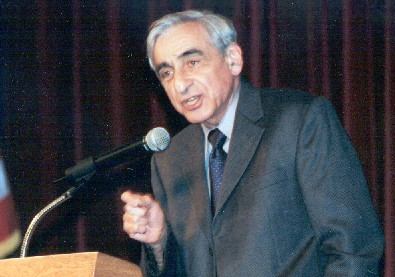
Michael Walzer.

Michael Walzer (3 maart 1935) is een politicoloog, filosoof en emeritus hoogleraar aan het Institute for Advanced Study van Princeton. In zijn standaardwerk  Just and unjust wars (1977) probeert Walzer een antwoord te geven op de vraag, wanneer een oorlog wel of niet gerechtvaardigd is.
Net als onder anderen Michael Sandel en Alasdair MacIntyre is Michael Walzer een vertegenwoordiger van het communitarisme, dat niet uitgaat van (de rechten van) het individu, maar redeneert vanuit de gemeenschap. In 2008 werd hij onderscheiden met de Spinozalens, vanwege zijn verdiensten als toonaangevend politiek denker.

## Opleiding en werk
Walzer groeide op in een joods gezin in New York , maar noemt zichzelf geen typisch Joods denker in religieuze zin. Hij heeft zich wel tientallen jaren verdiept in de bronnen van het Jodendom  en onderwerpen die raken aan zowel de staat Israël als de Joden in de diaspora. Met name in het Joodse idee van rechtvaardigheid.
In 1956 is Walzer cum laude afgestudeerd aan de Brandeis Universiteit met een B.A. in geschiedenis. Daarna studeerde hij aan de Universiteit van Cambridge (in 1956 en 1957) en vervolgens aan Harvard, waar hij zijn doctoraat in de filosofie behaalde in 1961. Voor zijn promotie verdiepte hij zich in radicale groeperingen, die ten strijde trokken ten tijde van de Engelse burgeroorlog. Het resulteerde in The Revolution of the Saints; A study in the Origins of Radical Politics (1965).
Van 1962 tot 1966 doceerde hij aan Princeton, daarna was hij tot 1980 verbonden aan Harvard om voorgoed terug te keren naar Princeton.
Hij werkte dertig jaar lang als mede-uitgever/hoofdredacteur van het politieke tijdschrift Dissent en schrijft voor The New Republic en Philosophy & public affairs.
Tot hoogtepunten in zijn oeuvre behoren o.m. Obligations, Essays on Disobedience, War, and Citizenship (1970), Political Action (1971), Spheres of Justice (1983), Exodus and Revolution (1985), en  Thick and Thin, Moral Arguments at Home and Abroad (1994). Veel van zijn boeken zijn vertaald in verscheidene Europese en Aziatische talen.

## Oorlogsrecht
Het oorlogsrecht (jus in bello) is onderdeel van het Internationaal humanitair recht, dat als belangrijkste doel heeft om het oorlogsleed te beperken. Het spreekt zich niet uit over de rechtmatigheid van het geweld en in die zin geldt het voor alle bij het conflict betrokken partijen.
Het recht tot oorlog (jus ad bellum) beschrijft de omstandigheden waaronder oorlog en gebruik van geweld in het algemeen door staten gewettigd is. In het Handvest van de Verenigde Naties zijn de regels hiervoor vastgelegd.
Het Internationaal Humanitair Recht spreekt zich niet uit over de schuldvraag van betrokken partijen. Het wil de oorlogsslachtoffers en hun grondrechten van bescherming voorzien. De begrippen recht in oorlog, recht om geweld te gebruiken, alsmede het voorkomen van oorlog (jus contra bello) dienen vanwege de zuiverheid van het recht gescheiden te blijven.

## Rechtvaardige oorlog
Michael Walzer groeide op tijdens de Tweede Wereldoorlog  en was ervan overtuigd dat de massavernietiging waar hij getuige van was nooit meer zou plaatsvinden. De tijd heeft hem, zegt hij, ongelijk gegeven: het schrikbewind van Pol Pot in Cambodja, de Rwandese genocide, het conflict in Darfur kosten miljoenen mensen het leven.
Michael Walzer betoogt, dat niet alle oorlogen onrechtvaardig zijn. Hij pleit voor een moderne theorie over een rechtvaardige oorlog.
Hij bekleedt een middenpositie tussen de hard-liners, die oorlog zien als het recht van de sterkste en pacifisten, die oorlog uitsluiten. Naar zijn mening zou bijvoorbeeld een oorlog onder auspiciën van de VN-Veiligheidsraad te rechtvaardigen zijn.
Na de aanslagen op 11 september 2001 ondertekende Walzer samen met vele andere Amerikaanse intellectuelen de Letter for america, What are we fighting for. Zij ondersteunden de Amerikaanse militaire actie tegen het Talibanregime. Een oorlog tegen Afghanistan zou gerechtvaardigd zijn, omdat het de Taliban actief internationaal terrorisme ondersteunde.
Achteraf zegt Walzer dat de oorlog niet juist was, omdat de Verenigde Staten vochten namens Afghaanse partijen, waar ze geen controle over hadden. Ze lieten na om te investeren in mensen en geld om het land economisch er bovenop te helpen. Wanneer de strijd geleverd is, moeten er plannen zijn voor de wederopbouw, als onderdeel van jus post bellum (het recht na de oorlog).

## Zelfverdediging
Volgens Walzer geeft het Handvest van de Verenigde Naties geen duidelijkheid over het recht op zelfverdediging. Mag een land een oorlog beginnen om te voorkomen, dat het wordt binnengevallen? Als voorbeeld van een voorzorgsaanval noemt hij de Israëlische aanval in 1981 op de Irakese kerncentrale Osirak. Het was eenmalige gebeurtenis en bedoeld als afschrikking.
De bombardementen van de NAVO op Servië in 1991 tijdens de Kosovo-oorlog, het verdrijven van dictator Idi Amin door Tanzania, van Omar al-Bashir uit Sudan zijn voorbeelden van unilaterale acties. Ze ontlenen hun geldigheid aan het recht van (groepen van) staten om in te grijpen, waarbij niet ingrijpen geen optie was, zegt Walzer.
In 2006 deed Israel een aanval op woonwijken, omdat Hezbollah raketinstallaties in scholen en moskeeën verborgen had. Walzer noemde daarom de ingreep van Israël te rechtvaardigen.
Wanneer een ander daadwerkelijk met een aanval dreigt, mag het betreffende land tot vechten over gaan, want het heeft het recht om zichzelf te verdedigen.

## Gelijke rechten
In Just and unjust wars verdedigt Walzer het principe dat soldaten, die tegenover elkaar staan in de strijd dezelfde rechten, verantwoordelijkheden en onschendbaarheid moeten krijgen, zowel in een gerechtvaardigde als in een onjuiste oorlog. Ook in een onrechtvaardige oorlog gaat om het gewone jongens die naar het slagveld zijn gestuurd. Ze zijn door hun leraren op school, hun ouders en de priester verteld dat het hun plicht is om te gaan vechten. Ze zijn dan moreel gedwongen om te  vechten.
Walzer verdiept zich niet alleen in vraagstukken van oorlog en vrede, hij roept het publiek ook op zelf verantwoordelijkheid te nemen. Niet dat zij wettelijk aansprakelijk  zijn, maar zij kunnen wel het verschil maken als burgers van een land. Wanneer zij dit nalaten, noemt hij dit medeplichtigheid op afstand.

## Publicaties
- The Revolution of the Saints
- Obligations: Essays on Disobedience, War and Citizenship
- Political Action
- Regicide and Revolution
- Just and Unjust Wars
  - Vertaald als Rechtvaardige en onrechtvaardige oorlogen (Atlas, 2006)
- Radical Principles
- Spheres of Justice
- Exodus and Revolution
- Interpretation and Social Criticism
- The Company of Critics
- Civil Society and American Democracy
- What It Means to Be an American
- Thick and Thin: Moral Argument at Home and Abroad
- Pluralism, Justice and Equality (ed., samen met David Miller)
- Toward a Global Civil Society
- On Toleration
- Arguments from the Left
- Pluralism and Democracy
- Reason, Politics, and Passion
- The Jewish Political Tradition, Vol. I
- Exilic Politics in the Hebrew Bible
- War, Politics, and Morality
- Arguing About War
- Politics and Passion: Toward A More Egalitarian Liberalism

- Bibsys: 90081999
- Biblioteca Nacional de España: XX1052789
- Bibliothèque nationale de France: cb12056835s (data)
- Catàleg d'autoritats de noms i títols de Catalunya: 981058508861006706
- CiNii: DA01148051
- Gemeinsame Normdatei: 11928927X
- International Standard Name Identifier: 0000 0001 2125 0779
- Library of Congress Control Number: n80061148
- Nationale Bibliotheek van Letland: 000033051
- Bibliotheek van het Japanse parlement: 00460166
- Nationale Bibliotheek van Tsjechië: skuk0001460
- Nationale bibliotheek van Australië: 35590192
- Nationale Bibliotheek van Israël: 987007269508005171
- Nationale Bibliotheek van Polen: a0000002885618
- Nationale en Universitaire bibliotheek Zagreb: 000085273
- Nederlandse Thesaurus van Auteursnamen: 070252637
- Réseau des bibliothèques de Suisse occidentale: 02-A003957172
- Istituto Centrale per il Catalogo Unico: CFIV054234
- LIBRIS: 293910
- SNAC: w6cv887b
- Système universitaire de documentation: 028809122
- Trove: 1006309
- Virtual International Authority File: 27048329
- WorldCat: E39PBJvtdgxD69XH3CxjyfwDMP